# Pavel Sumarocov
Pavel Ivanovici Sumarocov (n. 1767 - d. 6/18 septembrie 1846) a fost un ofițer și scriitor rus. Acesta a scris despre Noua Rusie într-o carte publicată în 1820. 

## Transnistria
În 1799 Pavel Sumarocov notează că în Ovidiopol „majoritatea locuitorilor sunt moldoveni”.